# Menacanthus eurysternus
Menacanthus eurysternus är en insektsart som först beskrevs av Hermann Burmeister 1838.  Menacanthus eurysternus ingår i släktet kamlöss, och familjen spolätare. Arten är reproducerande i Sverige. Inga underarter finns listade i Catalogue of Life.